# Scirtothrips ruthveni
Scirtothrips ruthveni är en insektsart som beskrevs av Shull 1909. Scirtothrips ruthveni ingår i släktet Scirtothrips och familjen smaltripsar. Inga underarter finns listade i Catalogue of Life.